# Върнония (град, Орегон)
Върнония (на английски: Vernonia) е град в окръг Колумбия, щата Орегон, САЩ. Върнония е с население от 2228 жители (2000) и обща площ от 4,1 km². Намира се на 192 m надморска височина. ЗИП кодът му е 97064, а телефонният му код е 503.